# Régiment des cuirassiers

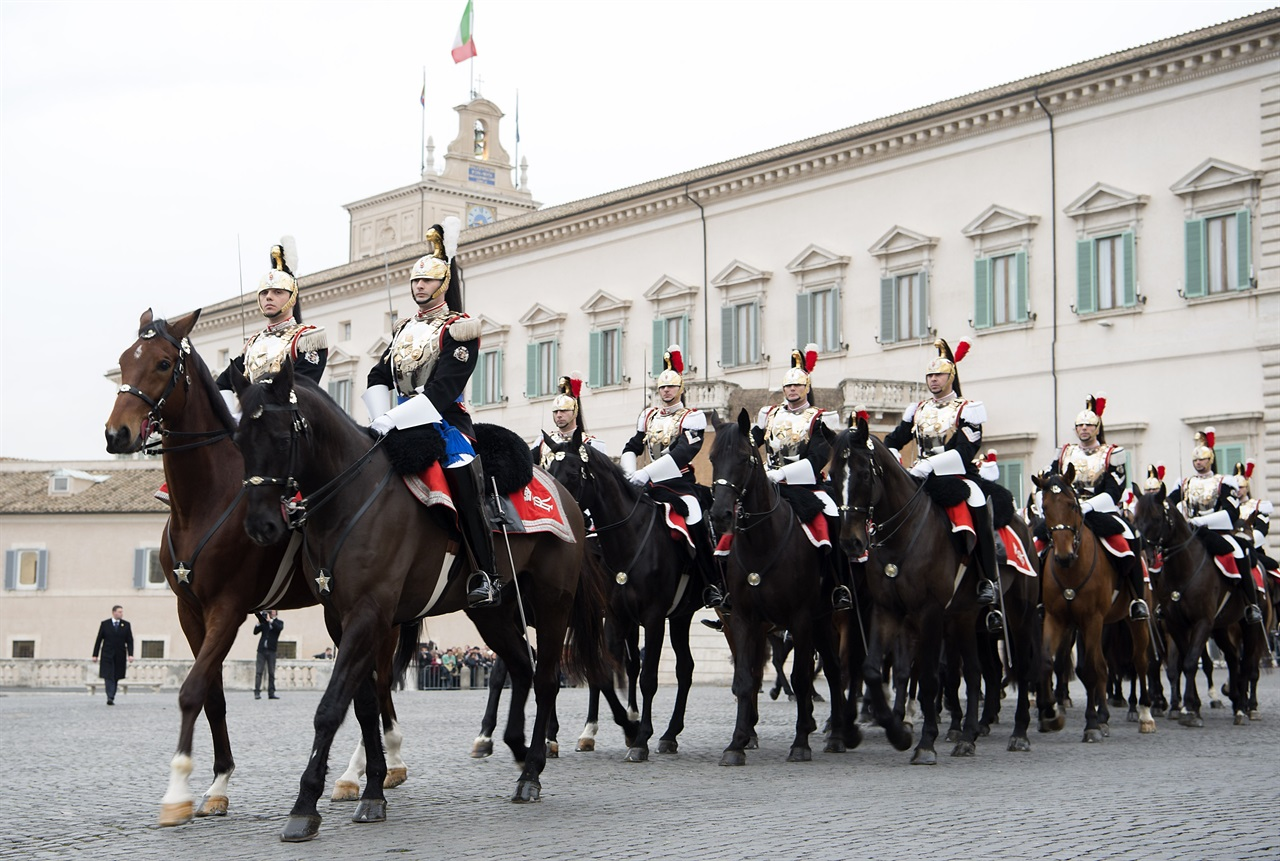
La garde d'honneur du président de la République italienne

Le armoires du régiment des Cuirassiers.

Le régiment des Cuirassiers, ou Reggimento Corazzieri est la garde d'honneur du président de la République italienne actif depuis 1557. C'est une compagnie d'élite des carabinieri.
La devise du régiment, Virtus in periculis firmior, se traduit par « la valeur se renforce dans le danger ».

## Histoire
Le duc de Savoie forma dès le XVe siècle, dans le vieux Piémont, une troupe montée attachée à sa maison militaire qui était chargée de veiller à sa sécurité. Ces gardes subsistèrent lorsque la maison de Savoie régna sur la Sardaigne au XVIIe siècle, et sur le Piémont après 1814.
En 1836, ils deviennent le détachement spécial de l'arme des Carabinieri, chargé de l'escorte d'honneur du roi et des membres de la famille royale. Ils suivent la maison royale à Rome en 1871 lorsqu'elle s'installe au Quirinal.
Ils firent preuve de leur efficacité à différentes reprises lors d'attentats ou de tentatives d'assassinat du monarque italien comme le 17 novembre 1878, quand un individu tenta d'assassiner Umberto Ier alors qu'il se trouvait avec sa femme et son fils dans le carrosse royal. Le 14 mars 1912, alors que Victor-Emmanuel III se rendait en carrosse au Panthéon, le lieutenant des Carabinieri, Cellario Serventi, vit un passant, un certain d'Alba, sortir un pistolet. Il donna alors ordre à l'escorte de se reformer. Les deux coups de feu atteignirent un cheval et blessèrent le lieutenant, mais le roi fut indemne.
Le régiment prit part aux deux guerres mondiales.
À l'avènement de la République en juin 1946, il reprend ses missions traditionnelles sous le nom de troisième escadron à cheval. Lors de l'installation du premier président de la République, Luigi Einaudi, au Quirinal, le 11 mai 1948, il revêt à nouveau sa cuirasse. En 1963, il devient le 4e régiment de carabiniers à cheval et reçoit l'étendard des mains du chef de l'État en souvenir de la bataille de Pastrengo. En 1965, il devient la garde des carabiniers du président de la République. Le 24 décembre 1992, il est officiellement nommé régiment Corazzieri, par deux décrets du président de la République.

## Caractéristiques
- Les chevaux sont de race italienne, avec quelques lipizzans.
- Un escadron est composé de chevaux alezans et de quelques chevaux bais, le second de chevaux gris[1].